# I Get Around (The Beach Boys)
"I Get Around" is een nummer van de Amerikaanse band The Beach Boys. Het nummer werd uitgebracht op hun album All Summer Long uit 1964. Op 11 mei van dat jaar werd het nummer uitgebracht als de enige single van het album.

## Achtergrond
"I Get Around" is geschreven door Brian Wilson en Mike Love en geproduceerd door Wilson. Love kreeg pas het co-auteurschap toegekend na een rechtszaak in de jaren '90, waarin hij bij 35 Beach Boys-nummers werd vermeld als schrijver; zo zou hij de hook "get around, 'round, 'round" hebben bedacht.
De instrumentatie van "I Get Around" werd op 2 april 1964 opgenomen, in dezelfde sessie als "Little Honda". Manager en vader van drie bandleden Murry Wilson was aanwezig bij deze sessie en had enkel kritiek op het nummer en op de productie van Brian. Zo zei hij dat Brian een loser was, hoe slecht de muziek was en hoe hij zelf het enige getalenteerde familielid was. Op een bepaald moment eiste hij dat Brian de opnamesessie zou beëindigen omdat er iets mis was met de baslijn. Acht dagen later, op 10 april, werd de zang toegevoegd aan het nummer.
"I Get Around" werd op 11 mei 1964 uitgebracht in de Verenigde Staten, waar het hun eerste nummer 1-hit in de Billboard Hot 100 werd. Het was uiteindelijk de op vier na best verkochte single van het jaar, er werden meer dan een miljoen exemplaren van verkocht. In het Verenigd Koninkrijk werd het in juni als single uitgebracht, waar het de zevende plaats in de UK Singles Chart behaalde. Hiermee werd het hun eerste top 10-hit in het land. Dit succes is te danken aan Mick Jagger, die in het televisieprogramma Ready Steady Go! zei dat het een goed nummer is. Daarnaast werd het een nummer 1-hit in Canada en kwam de single in Duitsland tot plaats 38.
"I Get Around" is gecoverd door een aantal artiesten, waaronder Gidea Park, Jan & Dean, The Melvins (als "I Fuck Around"), Pennywise, Red Hot Chili Peppers en They Might Be Giants.

## NPO Radio 2 Top 2000
| Nummer met noteringen in de NPO Radio 2 Top 2000 | '99  | '00  | '01  | '02  | '03  | '04  | '05  | '06  | '07 | '08  | '09  | '10  | '11  |
| ------------------------------------------------ | ---- | ---- | ---- | ---- | ---- | ---- | ---- | ---- | --- | ---- | ---- | ---- | ---- |
| I Get Around                                     | 1602 | 1076 | 1421 | 1753 | 1686 | 1564 | 1843 | 1986 | -   | 1923 | 1995 | 1920 | 1698 |

1. ↑  Een '-' betekent dat het nummer niet was genoteerd en een vetgedrukt getal geeft de hoogste notering aan.
2. ↑  Deze tabel is bijgewerkt tot en met de laatst bekende editie (2024).